# Orden de batalla de la operación Market-Garden
A continuación se desglosa el orden de batalla completo de las fuerzas aliadas y alemanas involucradas en la operación Market-Garden, durante la Segunda Guerra Mundial.

## Fuerzas aliadas
El general estadounidense Dwight D. Eisenhower era el comandante supremo de las fuerzas armadas aliadas occidentales en Europa, dirigía el Cuartel General Supremo de la Fuerza Expedicionaria Aliada (en inglés, Supreme Headquarters Allied Expeditionary Forces o SHAEF), y como tal, tenía la responsabilidad final sobre la planeación y ejecución de la operación. Su suplente era el mariscal británico sir Arthur Tedder, y el mayor generall Walter Bedell Smith era el jefe de personal.

### 12.° Grupo de Ejércitos de Estados Unidos
Mandado por el entonces teniente general Omar N. Bradley (Ejército de los Estados Unidos)
1.er Ejército estadounidense: desde el 24 de septiembre, teniente general Courtney H. Hodges
- XIX Cuerpo de EE. UU.: mayor general Charles H. Corlett
  - 2.ª División Blindada
  - 30.ª División de Infantería
  - 7.ª División Blindada
  - 29.ª División de Infantería
  - 113.° Grupo de Caballería

### 21.° Grupo de Ejércitos del Reino Unido
Bajo el mando del mariscal de campo sir Bernard Law Montgomery
2.º Ejército británico: teniente general sir Miles Dempsey
- XII Cuerpo británico: teniente general Neil Ritchie
  - 7.ª División Blindada: mayor general G. L. Verney
  - 15.ª División (escocesa): mayor general C. M. Barber
  - 53.ª División (galesa): mayor general R. K. Ross
- VIII Cuerpo británico: teniente general Sir Richard O'Connor
  - 11.ª División Blindada: mayor general G. P. B. Roberts
  - 3.ª División de Infantería: mayor general L. G. Whistler
  - 4.ª Brigada Blindada: general de brigada R. M. P. Carver
  - 1.ª Brigada Blindada belga: coronel B. Piron
- XXX Cuerpo británico: teniente general Brian Horrocks
  - 2.° Regimiento de Caballería
  - División Blindada de Guardias británica: mayor general A. H. S. Adair
    - 5.ª Brigada de Guardias británica (Guardia irlandesa)
    - 32.ª Brigada Británica de Infantería (Guardia galesa)

  - 43.ª División (Wessex): mayor general G. I. Thomas
    - 129.ª Brigada de Infantería
      - 4.º Regimiento Somerset de Infantería Ligera
      - 4.º y 5.º Regimientos Wiltshire

    - 130.ª Brigada de Infantería
      - 7.º Regimiento Hampshire
      - 4.º y 5.º Regimientos Dorsetshire

    - 214.ª Brigada de Infantería
      - 7.º Regimiento Somerset de Infantería Ligera
      - 1.er Regimiento Worcestershire
      - 5.° Grupo de Infantería Ligera del Duque de Cornwall

    - 8.º Batallón Middlesex de Ametralladoras

  - 50.ª División de Infantería (Northumbria): mayor general D. A. H. Graham; esta unidad fue transferida el 18 de septiembre de 1944 al VIII Cuerpo.
    - 69.ª Brigada de Infantería
      - 5.º Regimiento East Yorks
      - 6.º y 7.º Regimientos Green Howards

    - 151.ª Brigada de Infantería
      - 6.°, 8.° y 9.° Grupos de Infantería Ligera del Duque de Cornwall

    - 231.ª Brigada de Infantería
      - 7.mo Regimiento Devonshire
      - 1.er Regimiento Hampshire
      - 1.er Regimiento Dorsetshire

    - 2.º Cheshires: Batallón de Ametralladoras

  - 8.ª Brigada Blindada: general de brigada E. G. Prior-Palmer
  - Brigada neerlandesa de Infantería Motorizada Princesa Irene: coronel A. de Ruyter van Steveninck

1.er Ejército Aerotransportado Aliado: teniente general Lewis H. Brereton (USAR)
- XVIII Cuerpo Aerotransportado: mayor general Matthew B. Ridgway
  - 82.ª División Aerotransportada: general de brigada James M. Gavin
    - 504.° Regimiento de Paracaidistas
    - 505.° Regimiento de Paracaidistas
    - 508.° Regimiento de Paracaidistas
    - 325.° Regimiento de Infantería en Planeadores
    - 376.° Batallón de Artillería de Paracaidistas
    - 319.° Batallón de Artillería en Planeadores
    - 320.° Batallón de Artillería en Planeadores

  - 101.ª División Aerotransportada: mayor general Maxwell D. Taylor
    - 501.° Regimiento de Paracaidistas
    - 502.° Regimiento de Paracaidistas
    - 506.° Regimiento de Paracaidistas
    - 327.° Regimiento de Infantería en Planeadores
    - 377.° Batallón de Artillería de Paracaidistas
    - 321.° Batallón de Artillería en Planeadores
    - 907.° Batallón de Artillería en Planeadores
- I Cuerpo Aerotransportado británico: teniente general Frederick Browning, también suplente de Brereton.
  - 1.ª División Aerotransportada: mayor general Robert «Roy» Urquhart
    - 1.ª Brigada de Paracaidistas
      - 1.er, 2.º y 3.er Batallones del Regimiento de Paracaidistas

    - 4.ª Brigada de Paracaidistas
      - 10.º, 11.º y 156.º Batallones del Regimiento de Paracaidistas

    - 1.ª Brigada de Aterrizaje
      - 2.º Regimiento South Staffordshire
      - 9.º Regimiento Fronterizo
      - 7.º Regimiento Fronterizo Escocés del Rey

    - 1.er Regimiento Ligero de Artillería Real
    - Regimiento de Pilotos de Planeadores

  - 1.ª Brigada Independiente de Paracaidistas polacos: mayor general Stanisław Sosabowski
    - 1.er, 2.º y 3.er Batallones de Infantería de Paracaidistas

  - 52.ª División Británica: mayor general E. Hakewell-Smith
    - 155.ª Brigada de Infantería
      - 7/9.º Royal Scots
      - 4.º Regimiento Fronterizo Escocés del Rey
      - 6.º Infantería Ligera de las Highlands

    - 156.ª Brigada de Infantería
      - 4/5.º Fusileros Escoceses Reales
      - 6.º Camerons
      - 1.º Glasgow Highlanders

    - 157.ª Brigada de Infantería
      - 5.º Regimiento Fronterizo Escocés del Rey
      - 7.º Camerons
      - 5.º Infantería Ligera de las Highlands

    - 7.º Batallón de Ametralladoras - Manchesters
    - 79.º, 80.º y 186.º Regimientos de Campo
    - 1.er Regimiento de Montaña
    - 54.º Regimiento Antitanques

Elementos Aéreos Adjuntos
- IX Mando de Transporte de Tropas de la Fuerza Aérea de Estados Unidos (USAAF): mayor general Paul L. Williams (USAAF)
  - 52.ª Ala
    - 61.°, 313.°, 314.°, 315.°, 316.° y 349.° Grupos de Transporte de Tropas (aviones Dakota)

  - 53.ª Ala
    - 434.°, 435.°, 436.°, 437.° y 438.° Grupos de Transporte de Tropas

  - 50.ª Ala
    - 439.°, 440.°, 441.° y 442.° Grupos de Transporte de Tropas
- 28.° Grupo de la RAF: mariscal L.M. Hollinghurst (RAF)
  - 195.º, 299.º, 570.º y 620.º Escuadrones (bombarderos Stirling)
  - 198.º y 644.º Escuadrones (aviones Albemarle/Halifax)
- 46.° Grupo de la RAF: comodoro A.D. Fiddament; reemplazado por el comodoro L. Darvall el 15 de septiembre.
  - 48.º, 233.º, 271.º, 512.º y 575.º Escuadrones
  - 437.º Escuadrón de la Fuerza Aérea Canadiense (RCAF)

### Fuerza Aérea
Segunda Fuerza Aérea Táctica de la RAF: mariscal sir Arthur Coningham
- 83.° Grupo de la RAF: vicemariscal H. Broadhurst
  - Ala 39 de Reconocimiento canadiense
  - Alas 121, 122, 123, 143 (cazabombarderos Typhoon)
  - Ala 125 (cazas Spitfire)
  - Alas 126, 127 canadienses (aviones Spitfire)
- 2.° Grupo de la RAF: vicemariscal B. E. Embry
  - Alas 136, 138, 140 (aviones Mosquito)
  - Alas 137, 139 (bombarderos B-25 Mitchell)
- 84.° Grupo de la RAF - Vicemariscal E.O. Brown.

Comando de Cazas de la RAF: mariscal Roderick Hill
Comando de Bombarderos de la RAF: mariscal en jefe sir Arthur Harris
Comando Costero de la RAF: mariscal en jefe Sholto Douglas
9.ª Fuerza Aérea de EEUU: teniente general Hoyt S. Vandenberg
8.ª Fuerza Aérea de EEUU: teniente general James H. Doolittle

## Fuerzas alemanas
La mayoría de las fuerzas alemanas que se encontraban estacionadas al oeste del río Rin, estaban bajo la responsabilidad del Oberbefehlshaber West (OB West),  (en alemán Mando del Ejército del Oeste), mandado por el Generalfeldmarschall Gerd von Rundstedt.

### Grupo de las Fuerzas Armadas alemanas (AFC) en los Países Bajos
Mandado por el General der Flieger Friedrich Christiansen
II Cuerpo SS Panzer: Obergruppenführer Wilhelm Bittrich; esta unidad fue reasignada el 17 de septiembre al Grupo de Ejércitos B.
- Kampfgruppe de la 9.ª División Panzer SS Hohenstaufen : Obersturmbannführer Walther Harzer
- Kampfgruppe de la 10.ª División Panzer SS Frundsberg: Brigadeführer Heinz Harmel
- Regimiento de Instrucción de la División Hermann Göring: Oberstleutnant Fritz Fullriede
- Kampfgruppe "Von Tettau": Generalleutnant Hans von Tettau

### Grupo de Ejércitos B
Mandado por el Generalfeldmarschall Walther Model
15.ª Ejército: General der Infanterie Gustav von Zangen
- LXVIII Cuerpo: General der Infanterie Otto Sponheimer
  - 346.ª División de Infantería: Generalleutnant Erich Deister
  - 711.ª División Estática: Generalleutnant Josef Reichert
  - 719.ª División Costera: Generalleutnant Karl Sievers
- LXXXVIII Cuerpo: General der Infanterie Hans Reinhard
  - Kampfgruppe "Chill": Generalleutnant Kurt Chill
  - 59.ª División de Infantería: Generalleutnant Walter Poppe
  - 245.ª División de Infantería: Oberst Gerhard Kegler
  - 712.ª División Estática: Generalleutnant Friedrich Wilhelm Neuman

1.er Ejército de Paracaidistas: General der Fallschirmtruppen Kurt Student
- LXXXVI Cuerpo: General der Infanterie Hans von Obstfelder
  - 176.ª División de Infantería: Oberst Christian Landau
  - Kampfgruppe "Walther"
  - 6.° Regimiento de Paracaidistas: Oberstleutnant Friedrich Freiherr von der Heydte
  - 107.ª Brigada Panzer: mayor Frieher von Maltzahn
  - División "Erdmann": Generalleutnant Wolfgang Erdmann
- II Cuerpo de Paracaidistas: General der Fallschirmtruppen Eugen Meindl
- XII Cuerpo de las SS: Obergruppenführer Kurt von Gottberg
  - 180.ª División de Infantería: Generalleutnant Bernard Kloster Kemper
  - 190.ª División de Infantería: Generalleutnant Ernst Hammer
- 363.ª División de Granaderos: Generalleutnant Augustus Dettling

### Wehrkreis VI
Cuerpo "Feldt" : General der Kavalerie Kurt Feldt
406.ª División Landesschützen: Generalleutnant Scherbenning

### LuftwaffeWest
Fuerzas improvisadas de varias unidades disponibles, casi todas ellas con fuerzas reducidas.